# Хомоутовске-Езеро
Хо́моутовске-Езеро (чеш. Chomoutovské jezero) — затопленный гравийный карьер возле северной окраины города Оломоуц на востоке Чехии. Располагается между реками Оскава и Морава в районе Оломоуц Оломоукого края. Водоём и прилегающая к нему местность являются охраняемой природной территорией: как составная часть охраняемой ландшафтной области Литовельске-Поморави в статусе памятника природы (с 1993 по 2010 гг — природного резервата).
Находится на высоте 214,6 м над уровнем моря. Представляет собой бессточный водоём площадью 6,8 га и объёмом в 1,26 млн м³, со средней глубиной 2,1 м. Подпитывается подземными водами.
Наиболее интенсивно карьер разрабатывался в 1952—1968 гг. С 1974 года из карьера начался забор воды для дальнейшей очистки, с целью использования её в качестве питьевой, прекратившийся в 1990 году из-за ухудшения химико-биологических показателей качества состава вод.